# The Platinum Collection 2 (Franco Battiato)
The Platinum Collection 2  è una raccolta di successi del cantante italiano Franco Battiato, pubblicata nel 2006 dalla EMI.
La raccolta è formata da 3 CD, per un totale di 54 canzoni. I primi due contengono brani ripresi da album in studio del cantante pubblicati in precedenza dalla EMI e non inseriti nella precedente The Platinum Collection. Il terzo disco è una selezione di tracce dal vivo dagli album Giubbe rosse e Unprotected.

## Tracce
Testi di Franco Battiato e Manlio Sgalambro, tranne dove indicato, musiche di Franco Battiato e Giusto Pio.
CD 1
1. Sentimiento nuevo – 4:17 (Battiato-Pio)
2. Personal Computer – 2:38 (Cosentino-Battiato-Pio)
3. La torre – 3:34 (Battiato-Pio)
4. La musica è stanca – 3:51 (Battiato-Pio)
5. Arabian Song – 3:37 (Battiato-Pio)
6. Magic Shop – 4:11 (Battiato-Pio)
7. Segnali di vita – 3:36 (Battiato-Pio)
8. Passaggi a livello – 3:37 (Battiato-Pio)
9. Campane tibetane – 3:12 (Battiato-Pio)
10. Frammenti – 3:53 (Battiato-Pio)
11. Zai Saman – 3:51 (Trad.)
12. Pasqua etiope – 4:25 (Battiato-Pio)
13. Il mito dell'amore – 3:26 (Battiato)
14. Luna indiana – 3:30 (Battiato-Pio)
15. Chan-son egocentrique (versione spagnola) – 4:09 (Battiato-Pio)
16. Bandiera bianca – 5:20 (Battiato-Pio)
17. Up Patriots to Arms (versione spagnola) – 4:34 (Battiato-Pio)

Durata totale: 65:41
CD 2
1. Un vecchio cameriere – 4:10 (Sgalambro-Battiato)
2. Plaisir d'amour – 3:55 (Martin)
3. Delenda Carthago – 3:56 (Battiato)
4. Gesualdo da Venosa – 4:06 (Sgalambro-Battiato)
5. Fornicazione – 4:18 (Sgalambro-Battiato)
6. Oh Sweet were the Hours – 3:36 (Sgalambro-Battiato)
7. Fogh in Nakhal – 3:31 (Trad.)
8. Piccolo pub – 4:00 (Sgalambro-Battiato)
9. Gestillte Sehnsucht – 5:46 (Brahmas)
10. Ricerca sul terzo – 3:57 (Battiato)
11. L'esistenza di Dio – 7:35 (Sgalambro-Battiato)
12. Moto browniano – 4:41 (Sgalambro-Battiato)
13. Haiku – 3:46 (Arioli-Battiato)
14. Schmerzen – 2:47 (Wagner)
15. Tao – 4:00 (Sgalambro-Battiato)
16. Fisiognomica (versione spagnola) – 4:29 (Battiato)
17. Nómadas (versione spagnola) – 4:13 (Camisasca)

Durata totale: 72:46
CD 3
1. L'era del cinghiale bianco (da Giubbe rosse) – 3:35 (Battiato-Pio)
2. Centro di gravità permanente (da Giubbe rosse) – 3:54 (Battiato-Pio)
3. Cuccurucucù (da Giubbe rosse) – 2:58 (Battiato-Pio)
4. Voglio vederti danzare (da Giubbe rosse) – 3:23 (Battiato-Pio)
5. Un'altra vita (da Giubbe rosse) – 3:00 (Battiato-Pio)
6. Gli uccelli (da Giubbe rosse) – 4:44 (Battiato-Pio)
7. Il re del mondo (da Unprotected) – 3:25 (Battiato-Pio)
8. L'animale (da Unprotected) – 3:05 (Battiato)
9. Mal d'Africa (da Unprotected) – 3:00 (Battiato)
10. Secondo imbrunire (da Unprotected) – 2:52 (Battiato)
11. Strade dell'est (da Unprotected) – 2:36 (Battiato-Pio)
12. E ti vengo a cercare (da Giubbe rosse) – 3:58 (Battiato)
13. I treni di Tozeur (da Unprotected) – 3:14 (Cosentino-Battiato-Pio)
14. Summer on a Solitary Beach (da Giubbe rosse) – 3:28 (Battiato-Pio)
15. La stagione dell'amore (da Unprotected) – 3:38 (Battiato)
16. Prospettiva Nevski (da Unprotected) – 3:17 (Battiato-Pio)
17. Stranizza d'amuri (da Unprotected) – 2:27 (Battiato-Pio)
18. L'ombra della luce (da Unprotected) – 4:11 (Battiato-Pio)
19. Lode all'inviolato (da Unprotected) – 3:14 (Battiato)
20. L'oceano di silenzio (da Giubbe rosse) – 4:25 (Battiato)

Durata totale: 68:24